# Parlamentswahl in Tadschikistan 2005
Die Parlamentswahl in Tadschikistan 2005 war die zweite Parlamentswahl nach dem Ende des Tadschikischen Bürgerkriegs und wurde am 27. Februar 2005 mit einer Stichwahl am 13. März 2005 abgehalten. Gewählt wurden die 63 Abgeordneten in der Repräsentantenversammlung, einer der beiden Kammern der Obersten Versammlung Tadschikistans. Wahlsieger wurde die Volksdemokratische Partei Tadschikistans von Präsident Emomalij Rahmon.

## Wahlsystem
Die Parlamentswahl in Tadschikistan basiert auf einer Kombination von Mehrheitswahl und Verhältniswahl. 41 Mandate werden nach der Mehrheitswahl in den Wahlbezirken vergeben, wobei ein Kandidat die absolute Mehrheit der Stimmen auf sich vereinen muss. Gelingt dies im ersten Wahlgang nicht, entscheidet eine Stichwahl. Die übrigen 22 Mandate werden gemäß der Verhältniswahl über Wahllisten der Parteien vergeben, wobei eine explizite Sperrklausel von 5 % der abgegebenen Stimmen gilt.

## Hintergrund
Bei der vorangegangenen Parlamentswahl im Jahr 2000 hatte die Volksdemokratische Partei mit 36 von 63 Sitzen in der Repräsentantenversammlung gewinnen können und verfügte damit vor der Parlamentswahl 2005 über eine absolute Mehrheit in dieser Kammer des Parlaments. Auch der Parteivorsitzende Rahmon konnte sich in einer umstrittenen und von Beobachtern kritisierten Präsidentschaftswahl im Jahr 1999 durchsetzen und blieb somit für eine siebenjährige Amtszeit bis 2006 Präsident Tadschikistans. Aus dieser dominanten Position in der nationalen Politik heraus, wurde auch bei der Parlamentswahl 2005 mit einem deutlichen Sieg der Regierungspartei gerechnet.

## Parteien und Kandidaten
Insgesamt bewarben sich 227 Kandidaten für die 63 Sitze in der Repräsentantenversammlung. Neben der Volksdemokratischen Partei waren für den Ausgang der Wahl die regierungstreue Kommunistische Partei, die Islamische Partei der Wiedergeburt Tadschikistans und die Sozialdemokratische Partei von Bedeutung. Als oppositionelle Parteien sahen sich die Islamische Partei der Wiedergeburt Tadschikistans und die Sozialdemokratische Partei bedeutenden Einschränkungen in ihrer Parteiarbeit und ihres Wahlkampfs ausgesetzt, da die Regierungspartei um eine Schwächung sämtlicher oppositioneller Parteien und Gruppierungen bemüht war. Infolgedessen ergab sich eine große Ungleichheit hinsichtlich der Möglichkeiten im Wahlkampf. Da weite Teile der tadschikischen Bevölkerung in großer Armut leben, ist ein effektiver Wahlkampf über Medien wie Fernsehen und Zeitung nur für Teile der Bevölkerung möglich, viele Tadschiken haben jedoch keinen regelmäßigen Zugang zu diesen Medien. Dieser Fakt sorgte für eine erhöhte Bedeutung von Wahlkampfveranstaltungen vor Ort, die jedoch durch heftigen Schneefall im Vorfeld der Wahl erschwert wurden. Hinsichtlich logistischer, finanzieller und medialer Möglichkeiten war die Volksdemokratische Partei den anderen Parteien weit voraus, sodass sie im Wahlkampf über einen deutlichen Vorteil verfügte.
Kandidaten, die von ausländischen Individuen, Unternehmen oder Organisationen finanziell unterstützt wurden, waren nach einer Ankündigung der Wahlbehörde vom 14. Januar 2005 nicht zu der Wahl zugelassen.

## Ergebnis
Wie bereits im Vorfeld der Wahl erwartet, gelang es der Volksdemokratischen Partei, ihre absolute Mehrheit zu verteidigen. In drei der 41 Wahlbezirke wurde ein zweiter Wahlgang abgehalten, in allen Fällen gewannen die Kandidaten der Volksdemokratischen Partei. Die Wahlbeteiligung wurde offiziell mit 92,59 % angegeben.
| Partei                                            | Sitze |
| ------------------------------------------------- | ----- |
| Volksdemokratische Partei Tadschikistans          | 52    |
| Kommunistische Partei Tadschikistans              | 4     |
| Islamische Partei der Wiedergeburt Tadschikistans | 2     |
| Unabhängige                                       | 5     |
| Sozialdemokratische Partei Tadschikistans         | 0     |
| gesamt                                            | 63    |

Durch die geringe Repräsentation von Oppositionsparteien mit lediglich zwei Sitzen für die Islamische Partei der Wiedergeburt Tadschikistans wurde die dominante Position von Rahmon und seiner Volksdemokratischen Partei weiter gestärkt und die Entwicklung Tadschikistans zu einem autoritären System vorangetrieben.

## Bewertung
Zahlreiche Wahlbeobachter begleiteten den Wahltag in Tadschikistan. Die Gemeinschaft Unabhängiger Staaten (GUS) entsandte 207 Beobachter zur Parlamentswahl, die Organisation für Sicherheit und Zusammenarbeit in Europa schickte eine Beobachtermission mit 150 Wahlbeobachtern. Die Organisationen kamen bei der Einschätzung der Wahl zu unterschiedlichen Ergebnissen. Während die Beobachter der GUS die Wahlen als „legitim und frei“ bewerteten, nannten die Beobachter der OSZE die Wahl weder frei noch fair und stellten zahlreiche Verstöße gegen demokratische Kriterien fest. Einigkeit bei den Beobachtern herrschte bei der Bewertung der Sicherheitslage rund um den Wahltag, die als deutlich verbessert gegenüber den Wahlen im Jahr 2000 bewertet wurde. Die hohe Wahlbeteiligung nach offiziellen Angaben wurde von den Beobachtern der OSZE unterdessen angezweifelt. Oppositionsparteien in Tadschikistan starteten im Nachgang der Wahl eine Petition als Protest gegen Unregelmäßigkeiten bei der Wahl.